# Добрицхоффер, Мартин
Мартин Добрицхоффер (нем. Martin Dobrizhoffer; 7 сентября 1717 — 17 июля 1791) — австрийский католический миссионер и писатель.
Родился в Граце. Вступил в Орден иезуитов в 1736 году и в 1749 году отправился в Парагвай, где в течение восемнадцати лет много работал сначала среди индейцев гуарани и затем среди абипонов. Возвратившись в Европу после изгнания иезуитов из Южной Америки, он обосновался в Вене, стал другом императрицы Марии Терезии, пережил падение могущества своего ордена и написал историю своей миссионерской деятельности. 
Эта книга, полное название которой звучит как Historia de Abiponibus, equestri bellicosaque Paraquariae natione, locupletata copiosis barbarorum gentium, urbium, fluminum, ferarum, amphibiorum, insectorum, serpentium praecipuorum, piscium, avium, arborum, plantarum aliarumque ejusdem provinciae proprietatum observationibus, написанная довольно живым для своего времени языком, была издана в Вене в 1784 году на латинском языке; вскоре появился немецкий перевод за авторством профессора Креля из Пештского университета. В 1822 году в Лондоне вышел её анонимный перевод на английский язык, настоящим автором которого была поэтесса Сара Кольридж, которая таким образом хотела оплатить расходы на обучение в колледже одного из своих братьев. 